# Palaeorhiza purpureocincta
Palaeorhiza purpureocincta är en biart som beskrevs av Cockerell 1926. Palaeorhiza purpureocincta ingår i släktet Palaeorhiza och familjen korttungebin. Inga underarter finns listade i Catalogue of Life.